# 大內義興
大內義興（日语：／ Ōuchi Yoshioki，1477年3月29日—1529年1月29日、文明九年二月十五－享祿元年十二月二十日)，是室町时代後期到戰國時代周防的戰國大名及公卿，也是周防的在廳官人、大內氏第15代當主。
義興之父為周防守護大名、大內氏第14代當主大内政弘，其弟（一說為庶兄）為大内高弘（大護院尊光）:32-33，正室為長門守護代内藤弘矩之女東向殿，其子為大內氏第16代當主大内義隆。義興曾擔任室町幕府的管領代，同時兼任周防、長門、石見、安藝、筑前、豐前、山城7國的守護職。

## 生平

### 家督繼承紛爭
義興於文明九年（1477年）出生，幼名龜童丸，是大內氏第14代當主大內政弘之子。由於政弘自應仁元年（1467年）以來，作為應仁之亂西軍一方參戰，直到文明九年年底才回到領國。如果日期正確，則義興並非在大內氏的本據地山口出生，而是出生在京都。長享二年一月三十日（1488年3月13日），龜童丸於京都元服，室町幕府第9代將軍足利義尚賜予「義」字，並賜名「義興」。
明應元年（1492年），義興應父親政弘之命參與了討伐近江國大名六角高賴之戰役（長享·延德之亂）。然而，在此期間的明應二年（1493年）四月，發生管領細川政元將將軍足利義材幽禁的明應政變。義興將軍隊撤至攝津國兵庫，只是靜觀事態的發展。與這場政變相關的事件包括，政元派的武田元信手下誘拐了當時在京都的義興之妹，以及政弘命令義興側近切腹。政元等人擔心政弘會支持足利義材，於是擄取人質並對年輕的義興施加壓力，而義興在應對這些壓力時的失誤激怒了政弘:36-43。然而，另一方面，這次出兵對出生於京都的義興來說，促進了他與本國被官之間的良好關係，並對他後來繼承家督後的統治大有裨益:43。
明應三年（1494年）秋，政弘因病宣佈隱居，義興繼承家督。
然而，在義興繼承家督前後，大內家內部發生了一連串不穩定的事件。首先，在先前畿內出兵期間，大內氏重臣陶弘護之子陶武護曾跟隨義興出征，但武護卻在延德四年（1492年）突然離開軍隊，並於攝津國的天王寺出家。也因此，陶氏的家督之位改由其弟陶興明繼承。可在明應四年（1495年）二月，武護又突然回國，將興明殺害，奪回家督之位 :44。
據說，武護殺害興明的計劃係經過了大內氏家老內藤弘矩的同意，然而，義興在獲得政弘的批准後，於同年二月廿三日命令安藝國國人阿曽沼氏，在安藝國能美島（今廣島縣江田島市）一帶搜尋武護。武護前往高野山後，最終於六月十九日前遭到殺害（註：義興於六月十九日寄給東福寺的書信中提到：「陶中務入道宗景（武護）圖謀不軌，已加以懲治，謹此恭敬上呈」:45）。
即便是內藤弘矩，在明應四年（1495年）二月廿八日，也因「中務少輔武護為」，於政弘宅邸中遭到誅殺。弘矩之子弘和亦遭義興派兵討伐。
政弘在世時，由於陶弘護（1482年遭暗殺身亡）及內藤弘矩相繼過世，致使陶氏和內藤氏這些有力重臣一度沒落，不過另一方面來看，卻也有助於穩定義興的地位。雖然義興在一段時間內仍受到政弘的庇護，但在明應四年（1495年）九月十八日政弘去世之後，義興名實上成為了大內家的當主。其後，陶氏與內藤氏也分別由武護與興明之弟陶興房以及弘矩之弟內藤弘春（弘春之子娶了弘矩之女為正室）繼承並重振: 7；51–53；60–63。
然而，在明應八年（1499年）時，大內氏另一名重臣杉武明，卻與豐後國的大名大友親治聯手，圖謀叛變。兩人計畫將義興趕下台，讓大護院尊光（高弘）還俗作為大內氏新當主，以此控制大內家。義興在得知此事後，先發制人，於同年二月十六日將杉武明誅殺，尊光則逃往豐後投靠大友氏。

### 九州進軍與前將軍亡命
大內氏長期以來在北九州與大友氏、少貳氏等勢力展開爭鬥，不斷擴大勢力。不過隨著大友氏第16代當主大友政親迎娶了大內政弘之妹為妻，二人之子義右繼承家督之後，義興與義右這對堂兄弟開始合作，並建立了穩定的關係。可是，在明應五年（1496年）五月義右卻突然去世，且有傳言指出義右是遭到與其立場對立的政親所毒死。政親在重新掌握實權後，為了侵略大內領地，發動了軍事行動。然而，政親所乘坐的船隻遭遇災難，意外漂流到大內氏根據地長門國。義興大感震怒，在捕獲政親後便迫使其切腹自殺。這起事件的背景，可能與大內氏勢力擴展及管領細川政元擔心義興與在北陸地區流亡的前將軍足利義材聯手而進行暗中操作有關:53-56。隨後，義興試圖讓大友親綱六子，大友親實（大聖院宗心）繼承大友氏家督，但因政親之弟大友親治的反抗，該計劃以失敗告終。結果在明應八年（1499年），親治反過來協助義興之弟大護院尊光發動反叛。如前所述，尊光在叛亂失敗後流亡到豐後投靠了親治，並以細川政元所擁立的新將軍足利義高（義澄）之偏諱，改名為大內高弘。
另一方面，企圖奪回筑前國的少貳政資與高經父子，也與大友政親和親治兄弟結盟，從肥前國進軍至筑前國並與大內軍作戰。然而，義興在明應五年（1496年）年底，將兵力集結於赤間關，並於十二月十三日出陣，向筑前進軍。明應六年（1497年）三月十三日，義興與政資父子在博多聖福寺門前交戰，十五日雙方又在筑紫村與高鳥居城一帶展開戰鬥。最後，義興成功擊敗了進攻筑前的政資父子，並朝肥前進軍，緊接著便在三月廿三日攻占肥前朝日城。四月十四日，義興圍攻小城城，將政資父子包圍。十八日，小城城被攻破，隨後政資與高經也在逃亡途中自盡。
此後，義興支援在九州被少貳氏攻擊的九州探題涉川尹繁。明應七年（1498年）八月廿七日，尹繁在肥前國綾部城遭圍攻時，義興便派遣了仁保護郷前往支援，並在肥前基肄郡和養父郡的戰鬥中獲勝。九月十七日，護郷又在肥前三根郡的戰鬥中取勝。接連幾次的勝利，也擴大了大內氏在肥前國的勢力。
然而，在與大友氏的戰爭中，義興卻被迫進行防守。明應七年（1498年）十一月，義興派遣右田弘量和末武長安進軍豐後國，但在十一月七日，大內軍於豐後玖珠郡青內山的戰鬥中遭遇敗北，弘量不幸此戰死，長安也負傷。此外，當時擔任宇佐郡郡代的佐田泰景一度被大友軍俘虜，顯示出義興面臨的困難局面: 7；56–60；65。
於此情況下，明應八年十二月三十日（1500年1月30日），流亡各國的前將軍足利義尹（在明應七年（1498年）由義材改名）來到山口，向義興求助。義尹主張自己仍是現職將軍，並在山口另設幕府，義興也計劃支持義尹上洛。對此，現任將軍足利義高及管領細川政元指示大友親治、大內高弘、少貳資元（政資三子）、菊池武運、阿蘇惟長等人討伐義興。文龜元年閏六月九日（1501年7月23日），後柏原天皇下達了討伐義興的綸旨。由此，義興被視為「朝敵」，隨後義高發布了御內書，並由奉行人出具奉書，再次命令西日本的28位大名及有力國人討伐義興。
文龜元年（1501年）閏六月二十日，大友親治與少貳資元的軍隊攻擊了豐前國的馬ヶ岳城。神代與三兵衛尉及仁保護郷參與了這場戰鬥。最終護郷戰死，馬ヶ岳城陷落。不過，在同年七月廿三日，杉弘依作為援軍趕來，幫助大內方成功奪回了馬ヶ岳城。
之後，義興成功將東邊安藝國的有力國人毛利弘元拉攏為盟友:66-70，隨後又透過足利義尹的調解，分別與大友親治及少貳資元達成和解，成功維持了北九州的勢力。

### 天下之人
義興從永正元年（1504年）左右開始，便著手構思上洛的具體計劃，並在領內進行臨時的段錢徵收等措施。永正四年（1507年）六月，掌控室町幕府實權的管領細川政元遭到暗殺（永正錯亂）。隨後，政元的幾位養子（澄之、澄元、高國），為爭奪家督之位鬥爭不斷。義興認為此乃進軍畿內之良機，即以擁護前將軍足利義尹上洛為名，向九州和中國的諸大名發出了動員令。同年十一月廿五日，義興將本國的留守事務交給右田弘詮等人，並從山口出發，經防府向東進發，並於十二月進至備後。針對義興這一舉動，高國選擇與義興結盟，並與澄元爆發對立和抗爭。最終，在永正五年（1508年）三月，抵擋不住細川高國與義興壓力的澄元，與將軍義澄（由義高改名）一同逃往近江。
四月廿七日，義興與義尹一同進入和泉國堺，並在平定畿內澄元方的同時，與高國加強聯繫。五月五日，義尹發布御內書，認可高國為細川京兆家（細川氏宗家）當主。隨後在六月八日，義尹與義興成功上洛:77-83。七月一日，義尹復職為將軍，義興則擔任左京大夫（京兆）與管領代，與高國共同執掌幕政。
為嘉賞義興軍功，義尹將相國寺崇壽院領的和泉國堺南莊（即堺的南半部）賜予義興。然而義興卻表示「請將寺社的本所領歸還原主」，拒絕了這份恩賞，並將該土地返還給相國寺。為此，義尹改授義興為山城國守護。而京都和奈良的公家與寺社也對義興保護寺社本所領的態度表示支持，從而對他產生好感。此事件與60年後，織田信長奉足利義昭上洛的情況形成對比。信長當時選擇了控制堺而非追求官職，這與義興的做法恰巧相反。不過，這個決定最終將以意想不到的方式對義興造成影響:83-84。
在幫助義尹回復將軍職位這一任務後，義興開始擔心不穩定的領國情勢，一直希望能夠返國。然而，現實情況是，細川澄元和三好之長等人為了奪回京都，頻繁發動反攻，致使義興的歸國願望無法實現。另一方面，在永正五年（1508年）十二月，為要求大內氏返還自延德二年（1490年）所侵占的周防國國衙領，奈良東大寺發起了閉門抗議活動。由於在先前的堺南莊事件中義興已公開宣示保護寺社本所領，為此面對來自朝廷和幕府要求返還國衙領的壓力，也讓義興進退兩難。東大寺甚至呼籲興福寺等其他有力寺院支持其行動，所幸這些寺院擔心義興可能會放棄保護寺社本所領的政策，拒絕了號召，讓東大寺陷入孤立無援的局面。不過，義興最終還是在無奈之下，於永正六年（1509年）正式表示將國衙領返還給東大寺，試圖平息事態:85-89。
永正六年（1509年）六月，靠著如意嶽之戰的勝利，高國與義興成功迫使澄元等人逃亡四國。然而，到了永正七年（1510年）一月，兩人在共同進攻近江時，卻遭遇敗北，這也使得足利義澄陣營決定進行一場決戰。永正八年（1511年）七月，義澄方侵入攝津（蘆屋河原之戰），挑起了決戰。對此，義興與高國一同迎擊，但在攝津與和泉的戰場上雙雙敗北（深井城之戰），最終撤退至丹波。然而，義澄在八月十四日突然去世，這給了義興一方帶來轉機。隨後，在八月二十三日的船岡山城決戰中，義興成功擊敗了澄元的軍隊，並奪回了京都（船岡山之戰）。此外，義興曾考慮若情勢危急，或許需要撤退至周防，因此指示安藝的國人多賀谷武重負責守衛堺。多賀谷確實履行了這一使命，成功阻止澄元從四國派遣援軍的計劃:102-105。
當時義興的表現相當突出，因此在永正九年（1512年）三月廿六日，因其傑出的軍功，獲得從三位晉身公卿行列。這一晉升是由後柏原天皇親自做出的決定，雖然將軍義尹最初有不同意見，但最終仍將決定權交給天皇，因此同意了這一任命（參見《實隆公記》永正九年六月廿六日條）。此外，義興還將女兒嫁給了足利義維（義澄的次子），從而與將軍家建立了親戚關係。
到了永正十三年（1516年），義稙（永正十年（1513年）由義尹改名）將遣明船派遣的管理權授予義興，並將這一權利作為大內氏的永久特權，還為此發出了御內書及奉行人奉書，從而使大內氏壟斷了利潤甚豐的日明貿易 。惟此一決定是在高國的強烈反對下所推行，最終也成為了後來寧波之亂的根源之一。
隨著時間流逝，義興與義稙和高國的關係逐漸惡化，且長期駐留京都的生活也讓義興難以忍受。其底下來自石見和安藝等領國的國人亦紛紛擅返故鄉: 7；105–108；118–124。就在此時，出雲的尼子經久開始發動侵攻。義興原本打算留在京都對抗尼子氏，於是於永正十四年（1517年）被任命為石見守護，並與當地的豪族如益田氏、吉川氏等結盟。然而，由於尼子氏的勢力擴張迅速且勢不可擋，義興最終於永正十五年（1518年）八月二日辭去管領代職位，並於十月五日從堺出發，回到了山口。
不過，關於經久的侵攻與義興被任命為石見守護一事，也存在不同的解釋。根據長谷川博史和藤井崇的說法，經久開始侵攻大內領的行動實際上是在義興回國之後才發生的。而這一切的起因在於義興被任命為石見守護一職，引發了前任守護山名氏的家臣不滿，這些家臣轉而依附經久，並與當地勢力發生小規模的衝突。進一步而言，大內氏與尼子氏之間真正的對立原因，是由於尼子氏希望穩固出雲的統治，並與出雲邊境地區具有影響力的備後國人山內氏和安藝國人宍戶氏之間的衝突所引發的:141-144。

### 與尼子氏爭鬥
回國後，義興最集中精力處理的是因其在京期間而表現出叛變態度的安藝國武田元繁、光和父子及友田興藤之間的戰鬥。然而，在大永三年（1523年），尼子經久開始計劃進軍安藝，並與武田、友田聯繫，這使得尼子氏對大內領的侵攻逐漸升級。石見的波志浦被尼子軍攻克，而在安藝，原本效忠大內氏的毛利氏也倒向了尼子方。同年六月，毛利氏當主毛利幸松丸與其監護人毛利元就一同出陣，在六月廿八日成功攻佔了大內氏在安藝的經營重鎮——安藝西條的鏡山城（鏡山城之戰），一度對大內氏造成巨大壓力。為此，義興派兵前往安藝和石見，並連年與尼子氏作戰，但戰果並不如預期。
不過，在大永四年（1524年），義興成功攻佔了位於安藝嚴島的友田氏據點——櫻尾城，並在佐東銀山城與尼子軍進行攻防戰，最終擊敗了尼子軍。到了大永五年（1525年）三月，已繼承毛利氏當主之毛利元重新回到義興陣營，使得大內氏在安藝的勢力得以稍微恢復。此外，由於尼子氏與同樣控制山陰東部並擁有備後國守護地位的山名氏之間也爆發了戰爭，義興趁隙成功奪回了石見地區的控制權。同時義興還與北九州的少貳資元等人作戰，且逐步佔據有利位置。隨著局勢發展，備後國在北方的經久以及西方義興大將陶興房的雙重壓力下，守護山名誠豐的統治逐漸衰退，備後國也成為了尼子氏與大內氏爭奪的戰場。陶興房於大永七年（1527年）在細澤山之戰中擊敗尼子經久，並與山名誠豐、山內直通等人聯手對抗尼子氏:147-153。
享祿元年（1528年）七月，義興在攻打安藝門山城時病倒，並在返回山口後的十二月二十日去世，享年52歲。義興死後由長子義隆繼承家督。

## 官職位階履歷
日期以舊曆為準。
- 年月不明　從五位下・周防介。
- 年月不明　左京大夫。
- 明應四年（1495年）周防・長門・石見三國守護職。
- 明應五年（1496年）兼任筑前国守護職。
- 永正四年（1507年）兼任安芸国守護職。
- 永正五年（1508年）六月八日、擁立足利義稙入京。七月一日，就任幕府管領代。八月一日、升從四位下。就任左京大夫。九月十四日、升從四位上。左京大夫。
- 永正六年（1509年）兼任豐前国守護職。
- 永正九年（1512年）三月廿六日、升從三位。左京大夫。
- 永正十一年（1514年）辭去左京大夫。
- 永正十三年（1516年）兼任山城国守護職。

## 出處
1. 1 2 3 4 5 6 7 8 9 10 11 12 13 14 15 16  藤井崇. . 戎光祥出版. 2014.
2. ↑  大内系図
3. ↑  常樂寺文書《大內殿御先祖次第》
4. ↑  《蔭涼軒日錄》長享二年一月三十日條：「大內息次郎，相公（足利義尚）賜二字，義興，義字賜者世所稀也」
5. ↑  福尾猛市郎（1989）P.36
6. ↑  《大乘院寺社雜事記》明應二年閏四月一日條
7. ↑  《大乘院寺社雜事記》明應二年八月四日條
8. ↑  福尾猛市郎（1989）P.38
9. ↑  山口県史 史料篇中世1（1996）P.324
10. ↑  播磨定男（2002）P.23
11. ↑  「内藤氏譜録」『萩藩閥閲録』第3卷170頁收錄
12. ↑  山口県史 史料篇中世1（1996）P.324
13. ↑  福尾猛市郎（1989）P.38
14. ↑  《大乘院寺社雜事記》明應八年三月十日條
15. ↑  福尾猛市郎（1989）P.38
16. ↑  豐津町史 上卷（1997）P.566
17. ↑  行橋市史 第三篇中世（2006）P.386
18. ↑  『肥陽軍記』
19. ↑  近藤清石（1885）
20. ↑  『肥陽軍記』
21. ↑  『肥陽軍記』
22. ↑  近藤清石（1885）
23. ↑  『大內系図』
24. ↑  近藤清石（1885）
25. ↑  萩市佐々並『六所神社棟札』
26. ↑  『京都将軍家譜』
27. ↑  『重編応仁記』
28. ↑  福尾猛市郎（1989）P.206
29. ↑  山口県観光スポーツ文化部文化振興課 （页面存档备份，存于）（2010）
30. ↑  小和田哲男（1996）P.28
31. ↑  福尾猛市郎（1989）P.39
32. ↑  福尾猛市郎（1989）P.51